# Euclides (cratère)
Pour les articles homonymes, voir Euclide (homonymie).
Euclides est un cratère lunaire situé à l'ouest de la face visible de la Lune. Il se trouve à l'est de l'Oceanus Procellarum, à côté de la Mare Cognitum et à une trentaine de kilomètres à l'Ouest du massif montagneux des Montes Riphaeus. Le cratère Euclides a un contour circulaire et l'intérieur a une forme en bol. Il possède un albédo important qui le rend visible par sa luminosité rapport à son environnement immédiat.
En 1935, l'Union astronomique internationale a donné, à ce cratère lunaire, le nom du mathématicien grec Euclide.
Par convention, les cratères satellites sont identifiés sur les cartes lunaires en plaçant la lettre sur le côté du point central du cratère qui est le plus proche de Euclides.
| Euclides | Latitude | Longitude | Diamètre |
| -------- | -------- | --------- | -------- |
| C        | 13.2° S  | 30.0° W   | 10 km    |
| D        | 9.4° S   | 25.7° W   | 6 km     |
| E        | 6.3° S   | 25.1° W   | 4 km     |
| F        | 6.3° S   | 33.7° W   | 5 km     |
| J        | 6.4° S   | 28.5° W   | 4 km     |
| K        | 4.2° S   | 24.7° W   | 6 km     |
| M        | 10.4° S  | 28.2° W   | 6 km     |
| P        | 4.5° S   | 27.6° W   | 66 km    |

En 1976, le cratère satellite "Euclides B" a été renommé Norman.
En 1976, le cratère satellite "Euclides D" avait été renommé "Eppinger" en l'honneur du médecin autrichien Hans Eppinger, mais en 2002, la mise en avant de ses expériences médicales sur les prisonniers du camp de concentration de Dachau lors de la Seconde Guerre mondiale, ont changé la donne et l'union astronomique internationale a débaptisé le cratère.